# Maximilian Kurtz von Senftenau

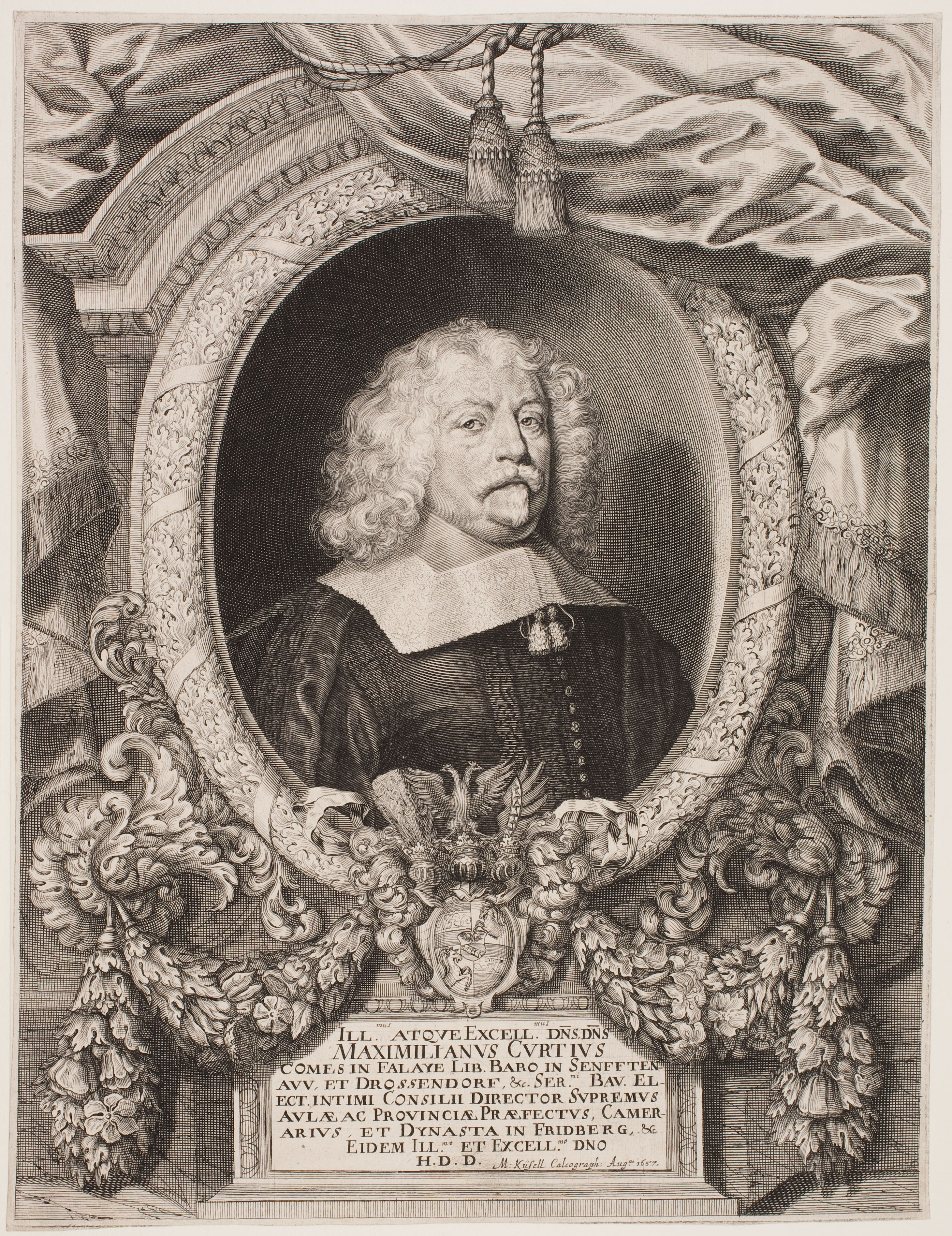
Maximilian Kurtz von Senftenau

Maximilian Kurtz von Senftenau, in Anselmus van Hulle: Les hommes illustres qui ont vécu dans le XVII. siecle, 1717.

Maximilian Kurtz von Senftenau (* 10. Juli 1595 in München; † 10. Juli 1662 ebenda), seit 1638 Reichsgraf von Valley, war ein Diplomat und Politiker im Kurfürstentum Bayern.

## Familie
Er entstammte dem Adelsgeschlecht Kurtz, das in Schwaben, Bayern und Tirol ansässig war. Sein Vater war Philipp Kurtz von Thurn und Toblach, Freiherr von Senftenau, Hofmeister der Kurfürstin Elisabeth von Bayern. Maximilian war der jüngere Bruder von Ferdinand Sigismund, dem späteren Reichsvizekanzler.

## Leben
Nach dem Abschluss des Jesuitengymnasiums München (heute Wilhelmsgymnasium München) studierte Maximilian 1611–1617 auf den Universitäten in Ingolstadt, Bourges und Löwen. Im baierischen Hofdienste stieg er zunächst vom Truchsess (1618) zum Mundschenk (1620), Kämmerer (1622) und Hofrath (1624) auf. Seit 1620 wurde er von Kurfürst Maximilian I. auf mehrere diplomatische Missionen geschickt. 1635 wurde er Hofmarschall, 1636 Geheimer Rat und 1638 mit seinem Bruder Ferdinand Sigismund in den Grafenstand erhoben. 1643 wurde er Oberstkämmerer. Ab 1649 leitete Maximilian als Obersthofmeister und Landhofmeister den Hofstaat und den Geheimen Rat, nach Kurfürst Maximilians Tod auch die Landesadministration.
Dem Nachfolger Maximilians I., Kurfürst Ferdinand Maria, riet Maximilian 1657/58 erfolgreich ab, die diesem angebotene Königskrone anzunehmen.